# Estação Aumale
Aumale é uma estação da linha 5 (antiga 1B) do Metro de Bruxelas.